# 1221
1221 (MCCXXI) a fost un an obișnuit al calendarului iulian.

## Evenimente
- 25 februarie: Locuitorii din Gandja sunt siliți să plătească tribut mongolilor.
- 8 septembrie: Cruciații, încercuiți la Cairo, sunt siliți să predea Damietta, în schimbul promisiunii de a se reîmbarca.
- 24 noiembrie: Djala ad-Din, ultimul suveran de Horezm, este înfrânt de Genghis Han pe valea Indusului și se refugiază la Lahore, dar nu reușește să îl convingă pe sultanul de Delhi, Iltutmish, să ia armele împotriva mongolilor.

### Nedatate
- ianuarie: Mongolii zdrobesc pe georgieni în apropiere de Tbilisi.
- februarie: A doua cruciadă împotriva albigensilor: contele Raymond al VI-lea de Toulouse cucerește Montréal.
- februarie: Merv este prădat de mongoli și întreaga populație este masacrată.
- Este fondat orașul Nizhny Novgorod, în Rusia.
- Genghis Han pătrunde în valea Indusului.
- Instalarea dominicanilor la Londra.
- Mayașii din Yucatan se revoltă împotriva conducătorilor tolteci din Chichen Itza.
- Raid al mongolilor în jurul Mării Caspice: Hamadan este jefuit, Georgia, zona caucaziană și Crimeea sunt devastate.
- Sultanul Kamil, nepotul și succesorul lui Saladin, oferă cruciaților Palestina în schimbul Damiettei din Egipt, ofertă respinsă de cruciații aflați în Delta Nilului.

## Arte, științe, literatură și filozofie
- Apar primele fragmente de literatură polonă.
- Este reconstruită catedrala din Burgos, în Spania.
- Începe construirea catedralei din Reims, în Franța.
- Sub impulsul evreilor izgoniți din Andaluzia, Montpellier devine un centru al studiilor în domeniul medicinei, apoi și în cel juridic.

## Nașteri
- 9 octombrie: Salimbene di Adamo, cronicar italian franciscan (d. 1290)
- 23 noiembrie: Alfonso al X-lea cel Înțelept, viitor rege al Castiliei (d. 1284)
- Boleslav "cel Pios", duce al Poloniei Mari (d. 1279)
- Buonaventura, teolog italian (d. 1274)

## Decese
- 6 august: Sfântul Dominic (n. Dominic of Calaruega), 50 ani, fondatorul spaniol al Ordinului dominicanilor (n. 1170)
- 4 noiembrie: Alix de Thouars, 19 ani, ducesă de Bretania (n. 1201)

## Înscăunări
- 25 martie: Robert I de Courtenay, împărat latin de Constantinopol.
- Wislaw I, principe de Rügen.